# Patoki Małe
Patoki Małe – przysiółek wsi Kolonia Lisowice w Polsce, w województwie łódzkim, w powiecie pajęczańskim, w gminie Działoszyn.
W latach 1975–1998 Patoki Małe administracyjnie należały do województwa sieradzkiego.